# Гедеон Илић
Гедеон Илић био је уважена свештеничка личност из Смиљана.
Рођен је 1865. од оца Михајла, капелана смиљанске цркве, и Јелене, рођене Обрадовић. Гено је био ожењен Милицом, кћерком проте Мојсија Мајсторовића, и Марије, кћерке проте Николе Мандића, тетке научника Николе Тесле. Гено је са Милицом изродио једанаесторо деце. Госпићку парохију је преузео по одласку проте Петра Н. Мандића. Своју свештеничку каријеру Гено је завршио 1938. године и пензионисан као протојереј ставрофор. Његово место заузео је Петар Вујановић рођен у Дивоселу.
Иако тешко болестан Гену су прогониле и злостављале госпићке усташе и тако убрзале његову смрт. Умро је 25. јула 1941. године у Госпићу.